# Мангала Шарма
Мангала Шарма (англ. Mangala Sharma; нар. 1969, Ціранг, Бутан) — правозахисниця з Бутану, перша лауреатка премії фонду «Джинет Саган» в 1997 році.

## Біографія
Мангала Шарма була вигнана з країни в березні 1992 року, після того як виступила проти політики дискримінації, яка проводиться урядом Бутану щодо етнічних меншин, відомих як лхоцампа. В еміграції вона сформувала серед біженців з Бутану організацію самодопомоги з метою надання допомоги постраждалим біженцям з Бутану. Філії її організації представлені у всіх таборах бутанських біженців у Непалі.
2000 року Шарма отримала притулок і переїхала до США. Там вона створила мережу для жінок-біженок, центр якої розміщено в Джорджії. У листопаді 2007 року Мангала Шарма переїхала до Міннесоти, де створила нірвана-центр для надання допомоги сім'ям переселенців.